# Gump Worsley
Lorne John "Gump" Worsley, född 14 maj 1929 i Montréal i Québec, död 26 januari 2007 i Belœil i Québec, var en kanadensisk professionell ishockeymålvakt som spelade över tjugo säsonger i NHL för klubbarna New York Rangers, Montreal Canadiens och Minnesota North Stars. Smeknamnet "Gump" fick han i ungdomsåren eftersom hans vänner ansåg att han liknade seriefiguren Andy Gump. 
Worsley blev invald i Hockey Hall of Fame 1980, efter att under karriären erhållit en rad tunga meriter. Han vann Stanley Cup sammanlagt sex gånger, vann Vezina Trophy 1966 och 1968 som ligans bästa målvakt, samt blev uttagen till NHL All-Star Game vid fyra tillfällen. Worsley är även känd för att vara en av de två sista professionella ishockeymålvakterna – den andre var Andy Brown i WHA:s Indianapolis Racers – att inte spela med ansiktsmask, vilket han fortsatte med under hela karriären.
Worsley drabbades av en hjärtattack den 22 januari 2007 och dog i sitt hem i Belœil, Québec, den 26 januari 2007.